# ひとづままん!! 〜孕んだくノ一妻みごろ〜
『ひとづままん!! 〜孕んだくノ一妻みごろ〜』（ひとづままん はらんだくのいちつまみごろ）は、日本のアダルトゲームブランド・スワンアイが2009年8月28日に発売した18禁アドベンチャーゲーム。
2010年5月14日よりダウンロード販売を開始している。

## ストーリー
大学生の南祢洵は両親と死別し、妹の月灯と2人で細々とアパート住まいをしていた。アパートでは隣室の人妻・咲重が兄妹を実の子同然に可愛がってくれ、これからも平穏な日々が続いて行くかと思われた矢先。洵は夜道で2人組のくノ一に急襲される。
洵を襲ったくノ一・伊智代と琴凛は一族再興の為、その胎内に洵の子供を授からなければならない指命を負っていたのだ。そして、洵の危機に駆け付けた咲重の正体もくノ一であった。

## 登場人物
南祢 洵（なない じゅん）
主人公。両親と死別し、唯一の妹である妹の月灯と支え合いながら生活している大学生。ある日を境に、くノ一達から一族再興のために貞操を狙われるようになってしまう。
南祢 月灯（なない あかり） 声：桜瀬なゆ
洵の妹。兄を付け狙うくノ一達の争いを見かねて自ら戦いに身を投じる。
久木羽 咲重（くぎう さえ） 声：志水和樹
アパートで南祢兄妹の隣室に住んでいる専業主婦。兄妹を実の子同然に可愛がっている。洵がくノ一達かに急襲された際に駆け付け、自分の正体が抜け忍であることを明かす。
燦乃 伊智代（あきの いちよ） 声：箱森ゆめ
普段はOLとして働いているくノ一。一族を再興させる為、洵の子供を授かる使命を負って強引に洵の貞操を奪おうとする。
天美音 琴凛（あみね きりん） 声：桜瀬なゆ
洵が通っている大学の理事長の娘。その正体はくノ一で、伊智代とコンビを組んで洵の貞操を奪おうとする。
雪華 琉久（ゆきはな るく） 声：相元ゆうき
幼い頃に両親同士が決めた洵の許婚。普段は互いにそのことを意識せず、同じ大学に通う友人同士のような関係に。その正体はくノ一で、伊智代達の襲撃から洵を護る側の立場にある。
水寿美 閑（みすみ しず） 声：箱森ゆめ
洵と同じ大学の後輩。普段は大人しく、目立たない。その正体はある抜け忍を追って忍びの里から使わされたくノ一である。
八坂 魚々子（やさか ななこ） 声：相元ゆうき
洵がバイトしているレストランの店長。がさつな所が目立つが、姉御肌で困ったときは頼れる存在。くノ一達の争いでとばっちりを受けて店を滅茶苦茶にされ、全員をウェイトレスとして雇うことになってしまう。
筒井 明（つつい あきら）
洵と同じ大学に通う友人。重度の忍者オタクで、一度でいいから本物の忍者に会ってみたいと思っている。
相原 愛璃（あいはら まり） 声：相元ゆうき
スワンアイの第3作「孕ら☆みん!!」以降の全作品に登場しているスワンアイの事実上のマスコットキャラクター。本作では、前作「孕ら☆ちゅちゅっ!!」と同様にスペシャルモード（後述）のナビゲーション担当としてのみ、同じく「孕ら☆みん!!」の登場人物・谷浦虎太郎とコンビを組んで登場。前作と同様に子供を抱いている。

## スペシャルモード
「孕ら☆みん!!」以降の全タイトルで用意されているスペシャルモードは本作でも「ぼてづままん!!」のタイトルで用意されており、本編中で使用されたグラフィックが全て妊婦化した状態の差分CGが解禁される。前作「孕ら☆ちゅちゅっ!!」と同様、本編のCGが100％に達していない場合でも個別にエンディングを見たヒロインから順に解禁されて行く。
また、前作から導入された登場キャラクターの立ち絵と背景を組み合わせてプレイヤーが自由に壁紙を作れる壁紙作成モードも用意されている。

## スタッフ
- シナリオ 月待兎
- 原画 文月紫
- 音楽 Arp